# Ratasjärv
A Ratasjärv egy tó Észtországban, Võrumaa megyében Rõuge község területén.

## Földrajz
A 6,8 hektáron elterülő tó medre legmélyebb pontján 19 méter mély. Átlagos mélysége 8,5 méter. A Haanja Natúrpark területén található.

## Fordítás
Ez a szócikk részben vagy egészben  a   Rõuge Ratasjärv című észt Wikipédia-szócikk ezen változatának fordításán alapul.  Az eredeti cikk szerkesztőit annak laptörténete sorolja fel. Ez a jelzés csupán a megfogalmazás eredetét és a szerzői jogokat jelzi, nem szolgál a cikkben szereplő információk forrásmegjelöléseként.